# 李進軍
李 進軍（り しんぐん、リー・ジンジュン、簡体字: 李进军; 繁体字: 李進軍; 拼音: Lǐ Jìnjūn、英語: Li Jinjun、1956年5月 - ）は、中華人民共和国の外交官、大使。江蘇省江陰市出身。
1972年、上海外国語大学を卒業。1975年より中国共産党中央対外連絡部に勤務し、所長、経済連絡センター副主任、同主任、官房主任、西欧局局長を歴任。
2000年、梁棟に代わって在ミャンマー中華人民共和国大使に就任。2005年、呉紅波に代わって在フィリピン中華人民共和国大使に就任。任期満了後、中国共産党中央対外連絡部へ異動し、副部長に就任。2015年3月、劉洪才に代わって在朝鮮民主主義人民共和国中華人民共和国大使に就任。2021年12月までの約6年9ヶ月にわたって駐朝大使の任にあった。後任の駐朝大使は王亜軍。